# Rzeka

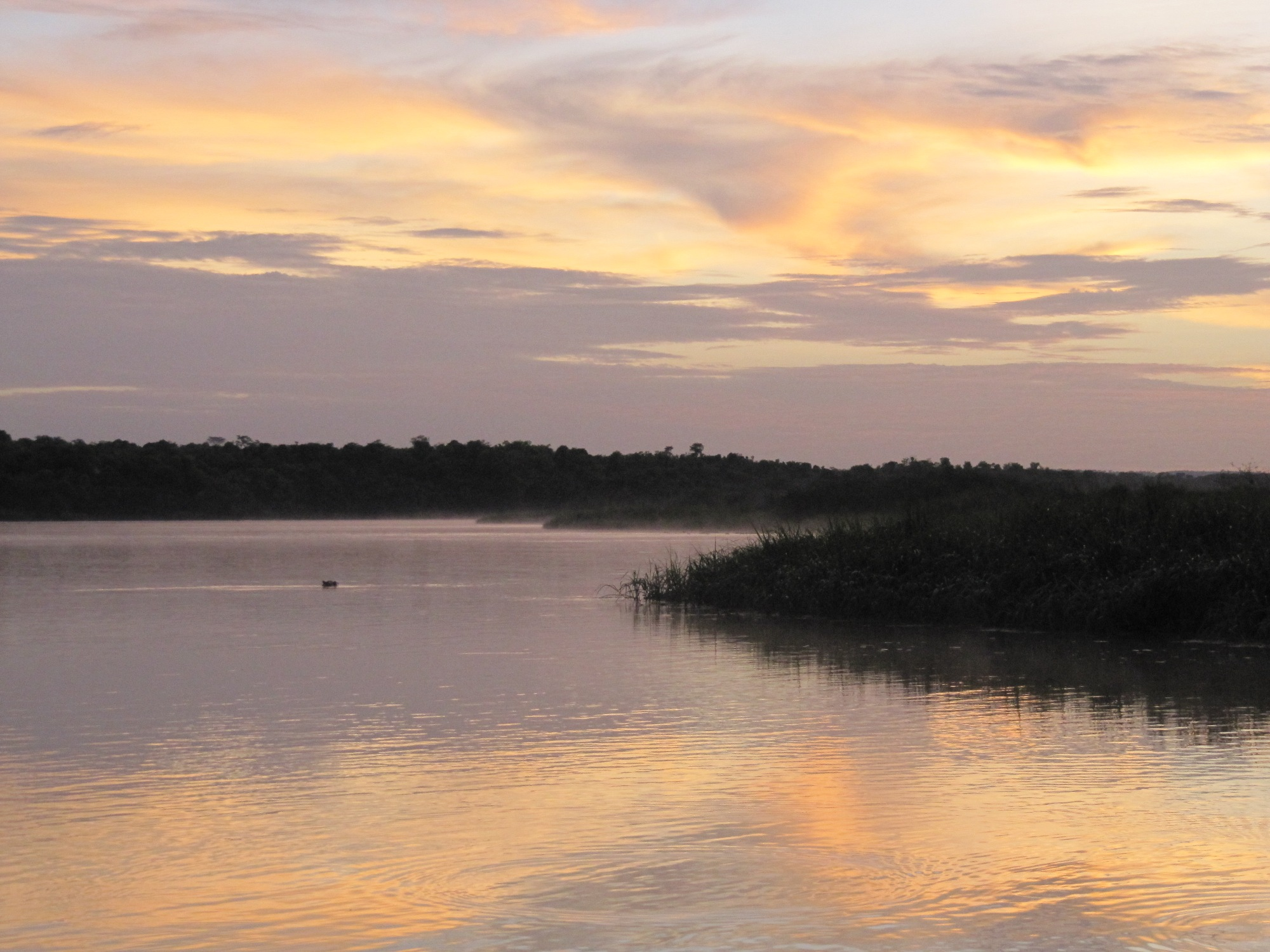
Nil

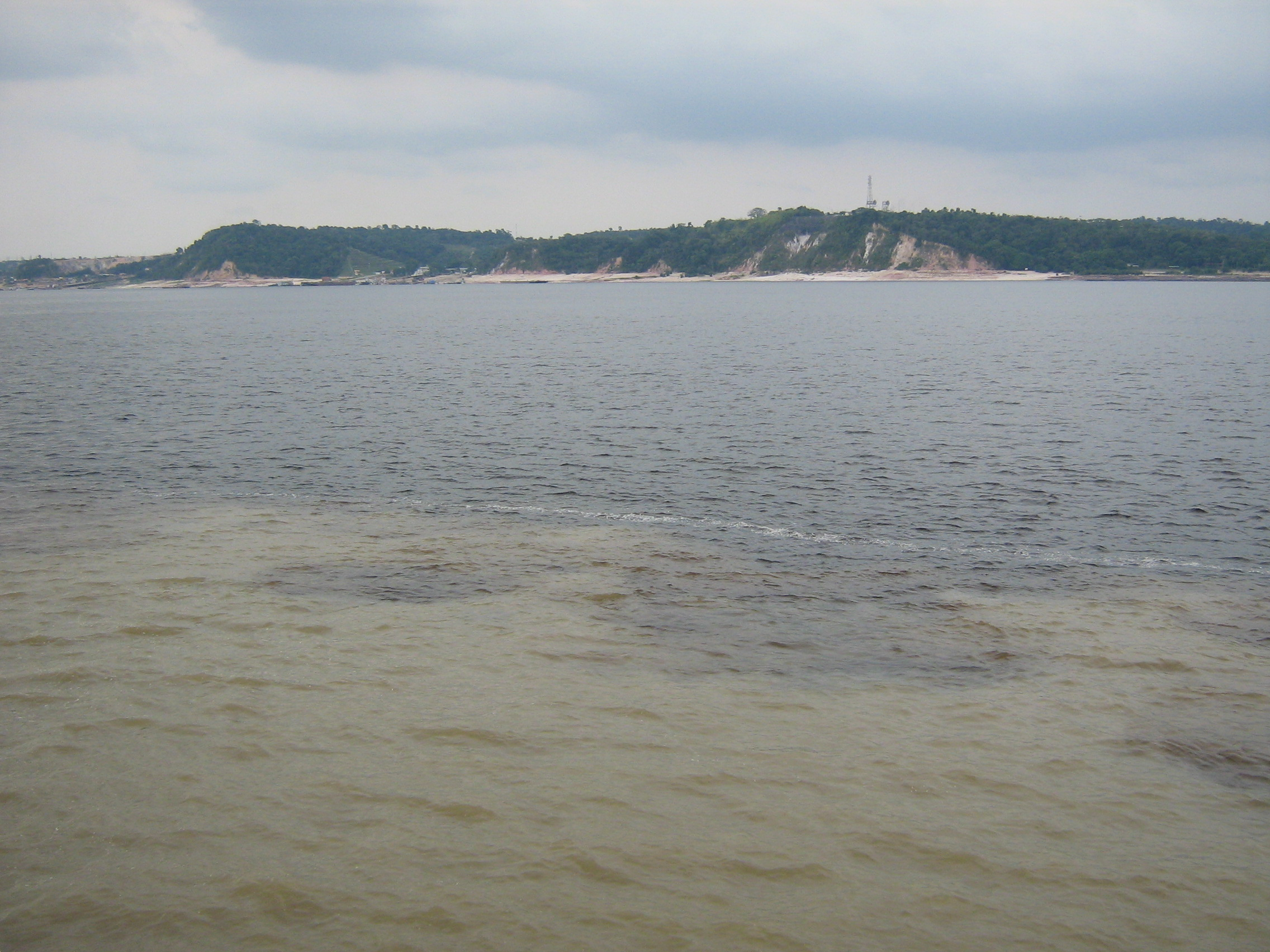
Amazonka

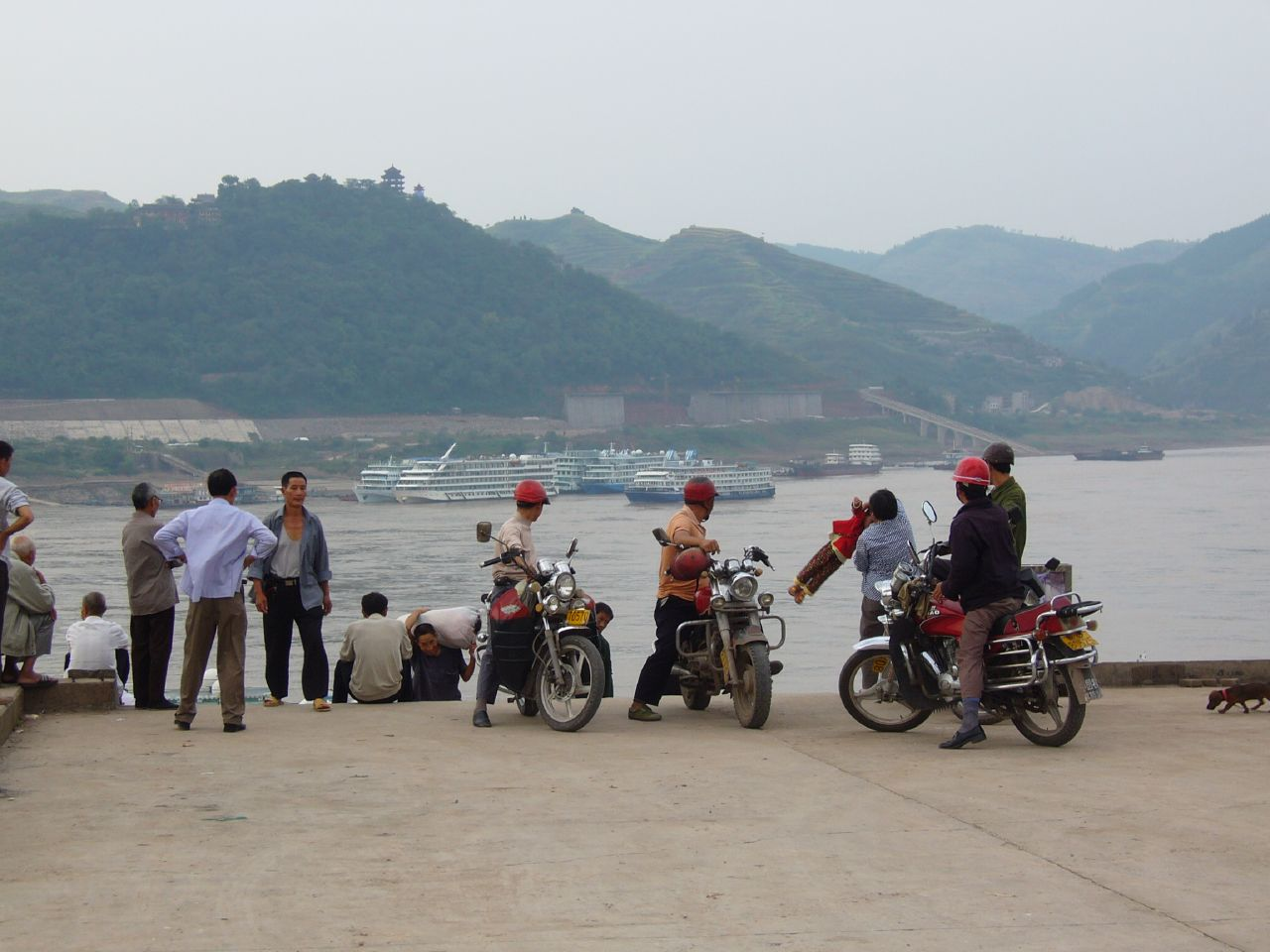
Jangcy

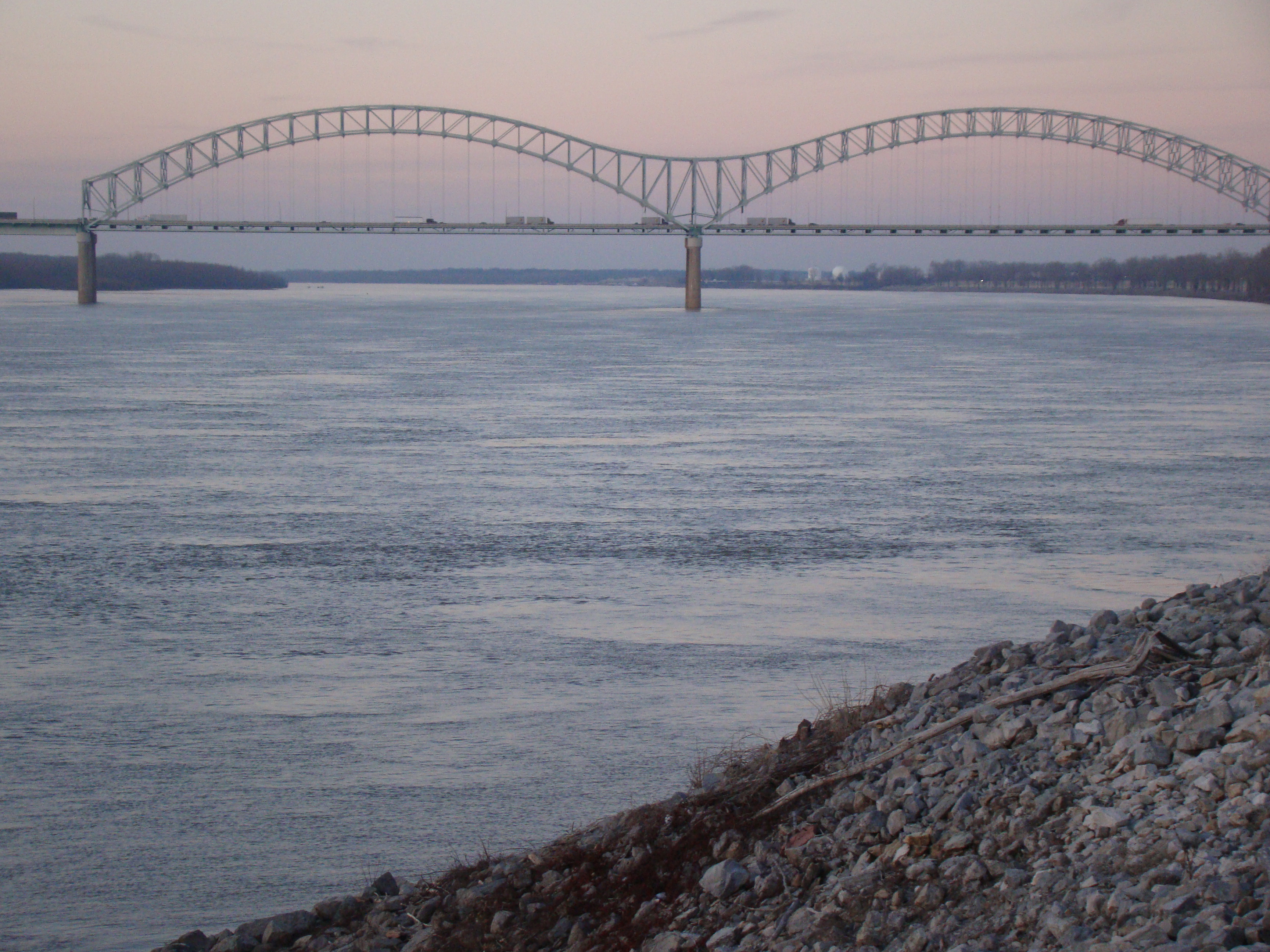
Missisipi

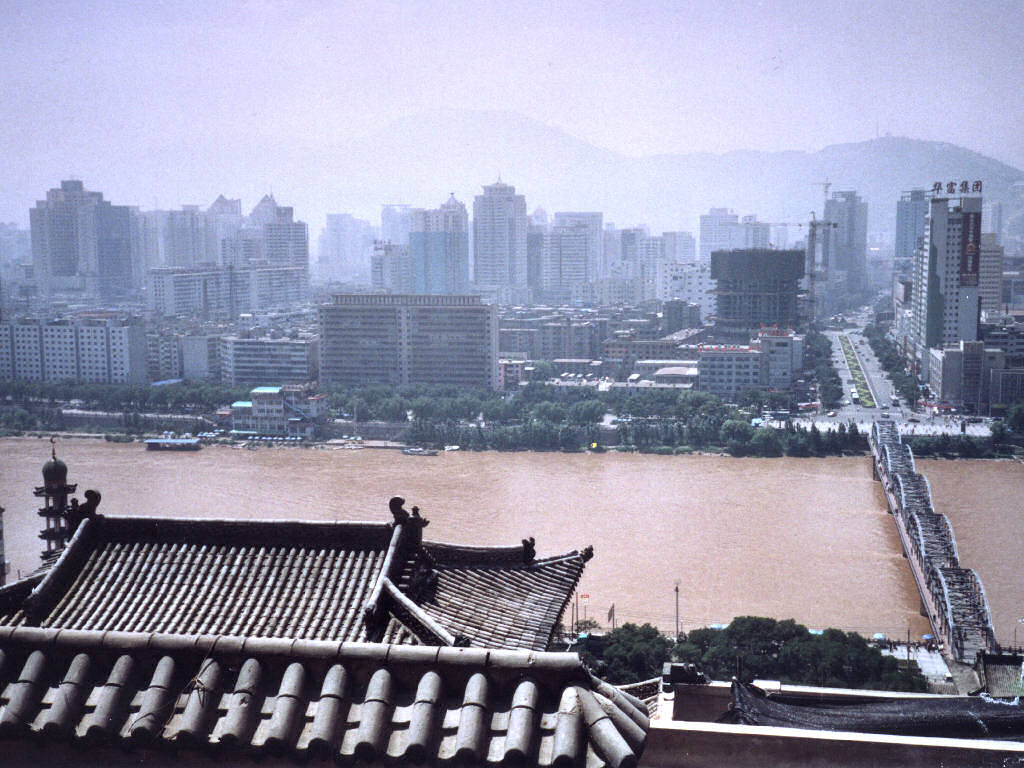
Huang He

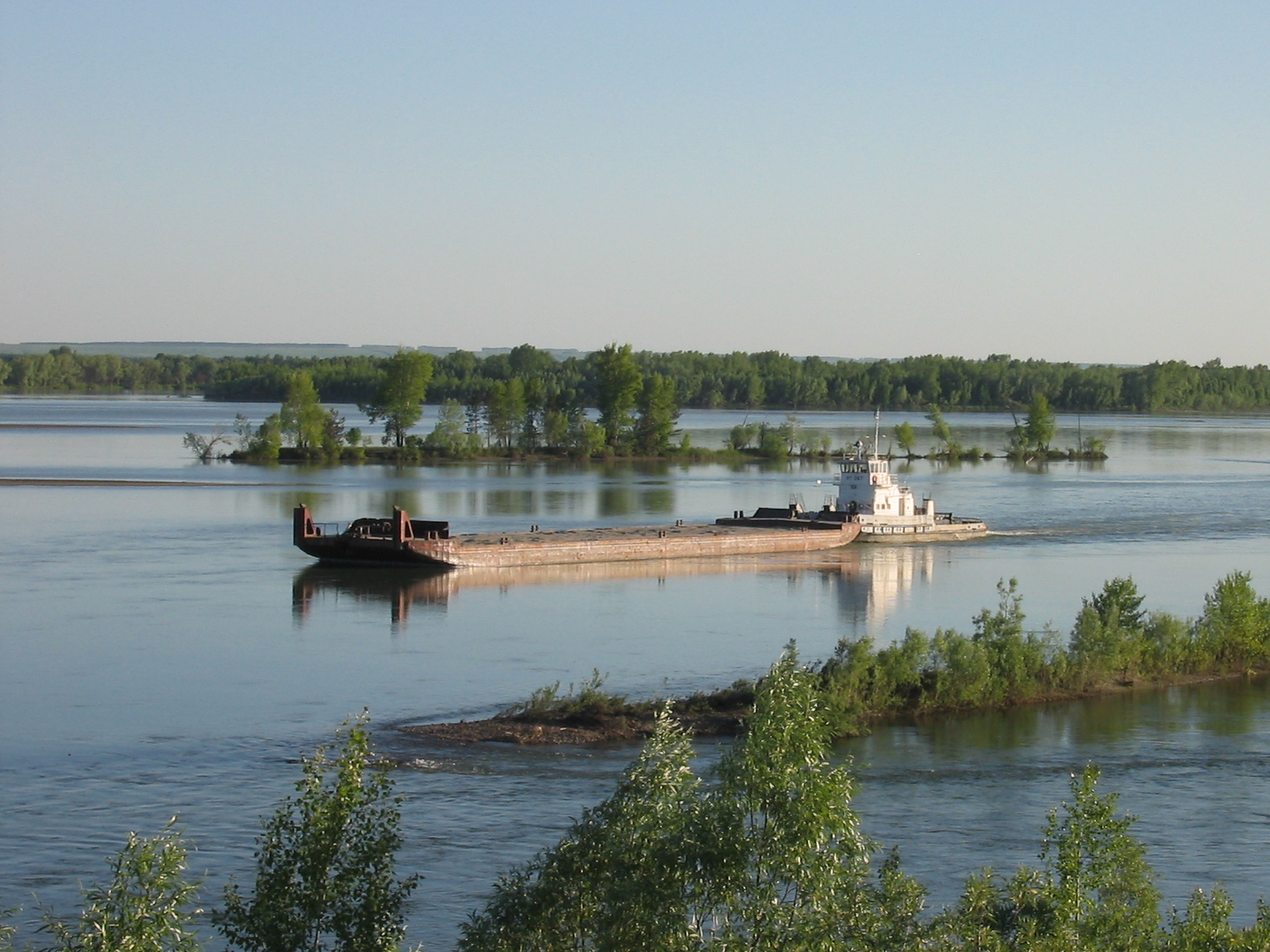
Ob

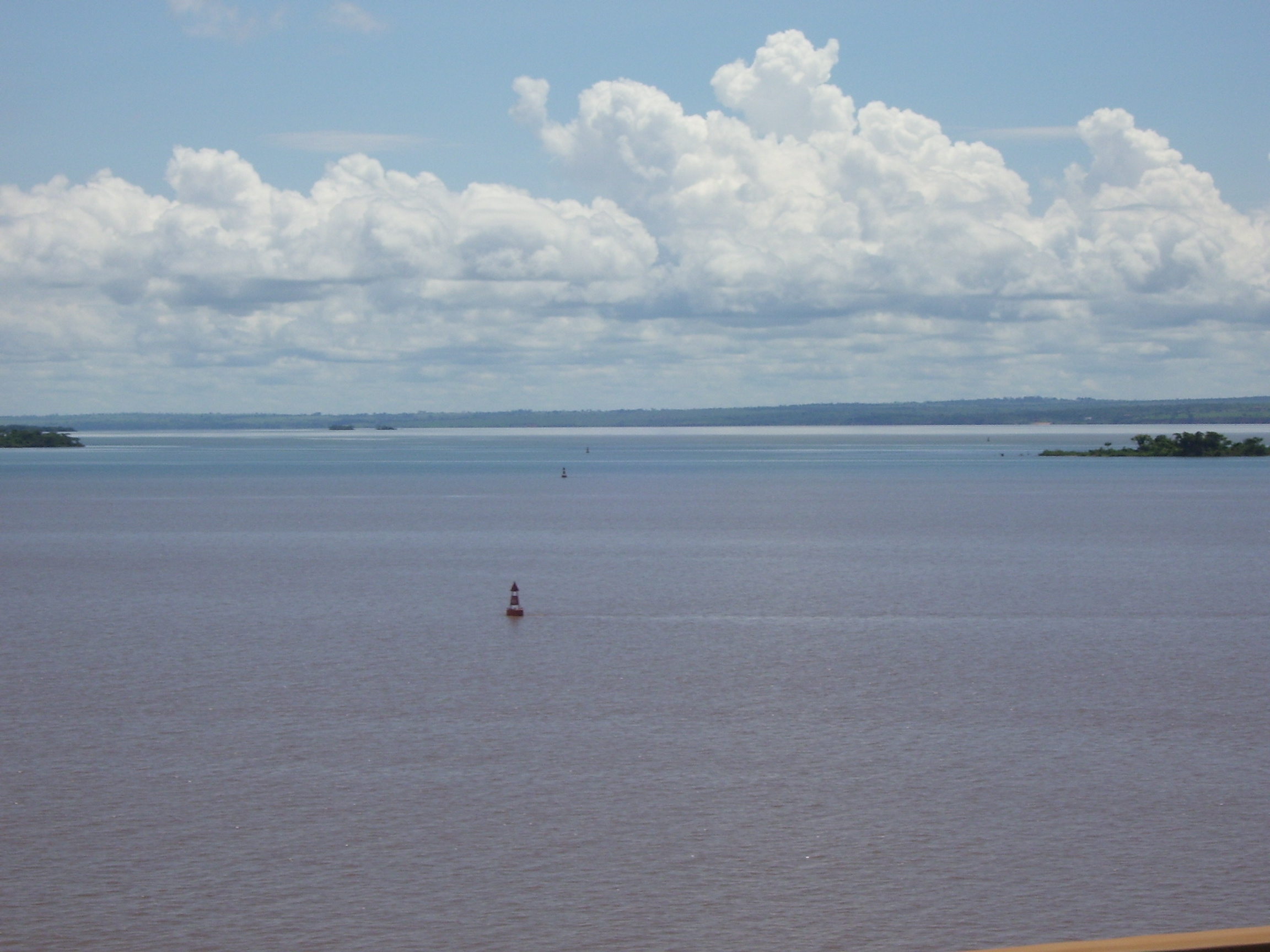
Parana

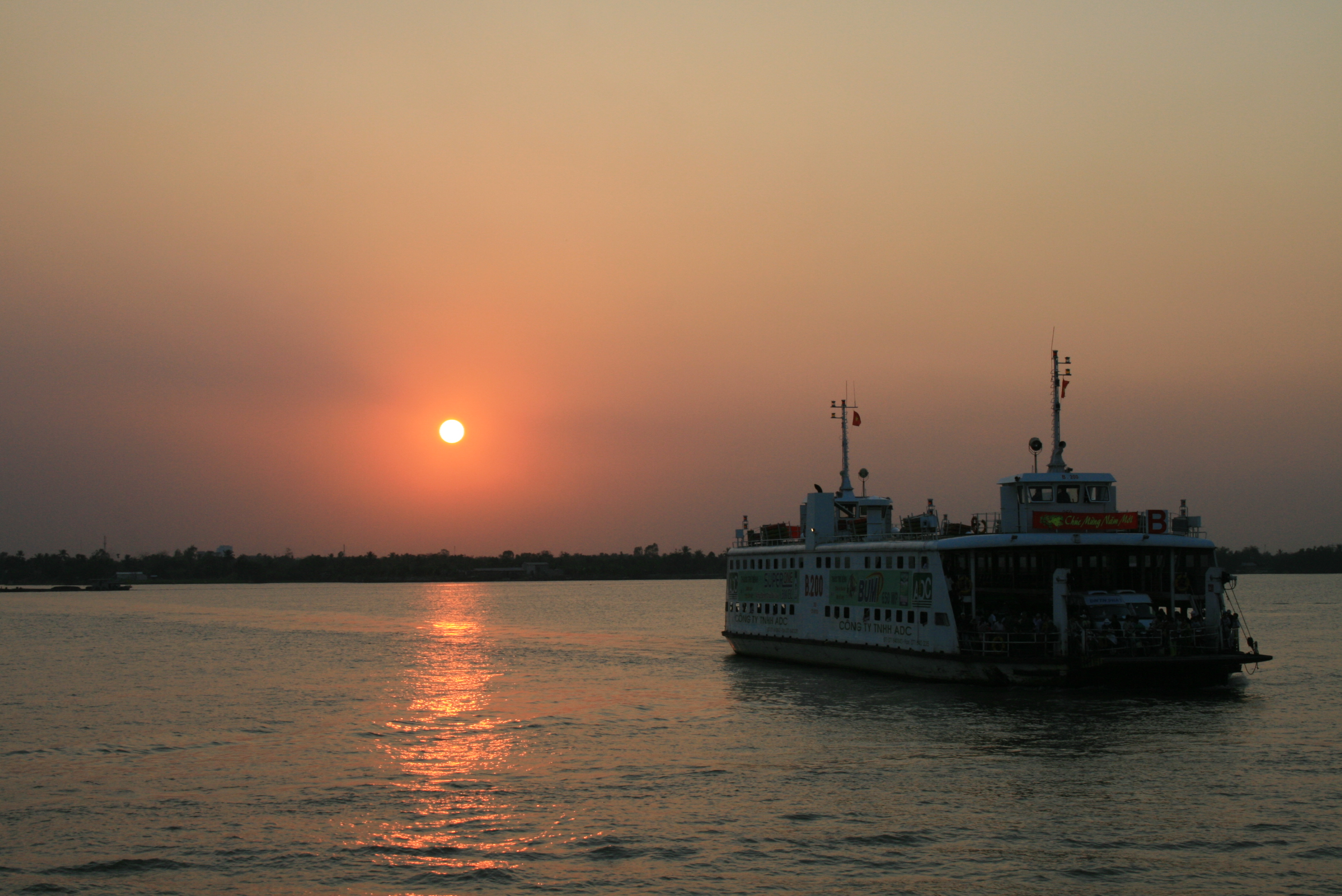
Mekong

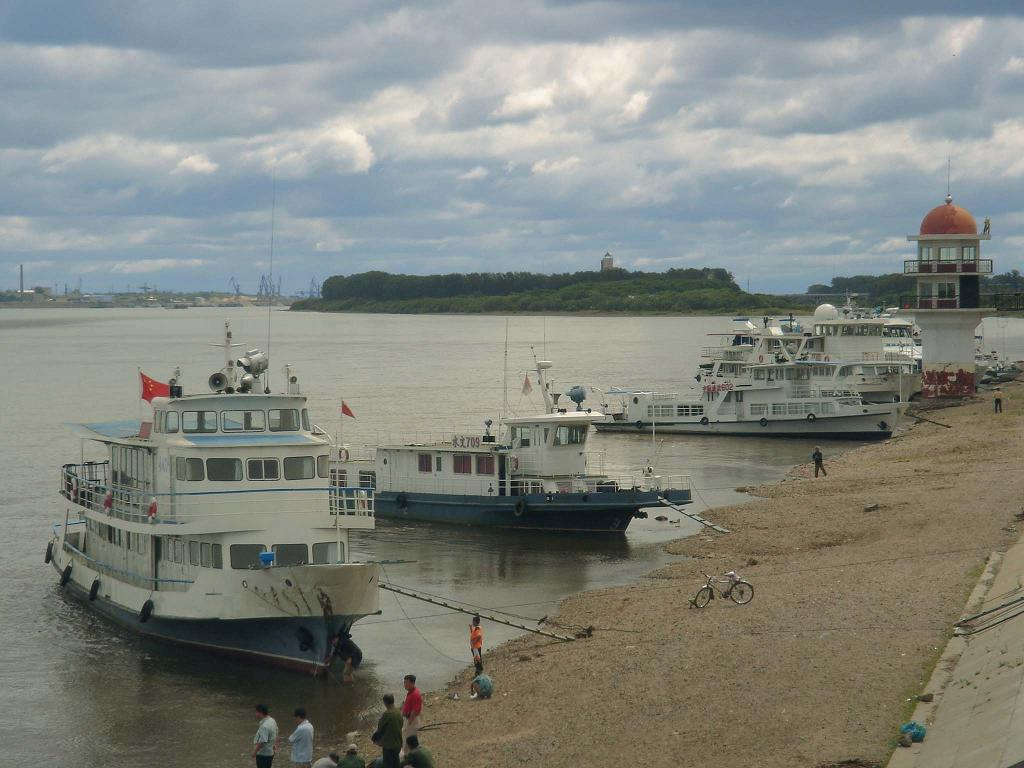
Amur

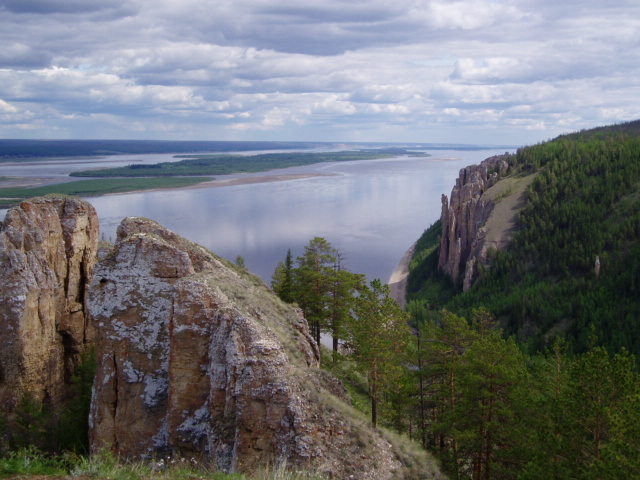
Lena

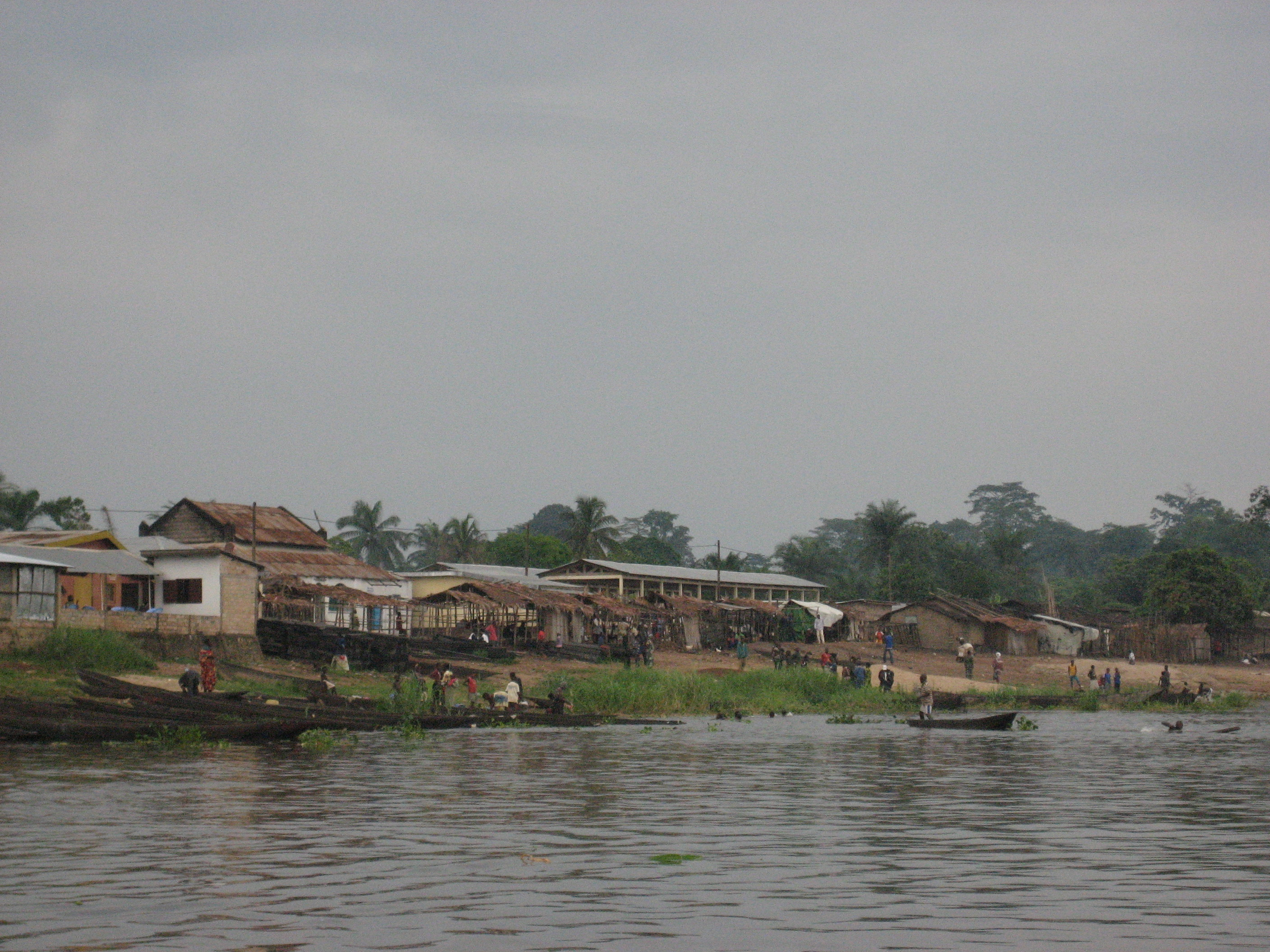
Kongo

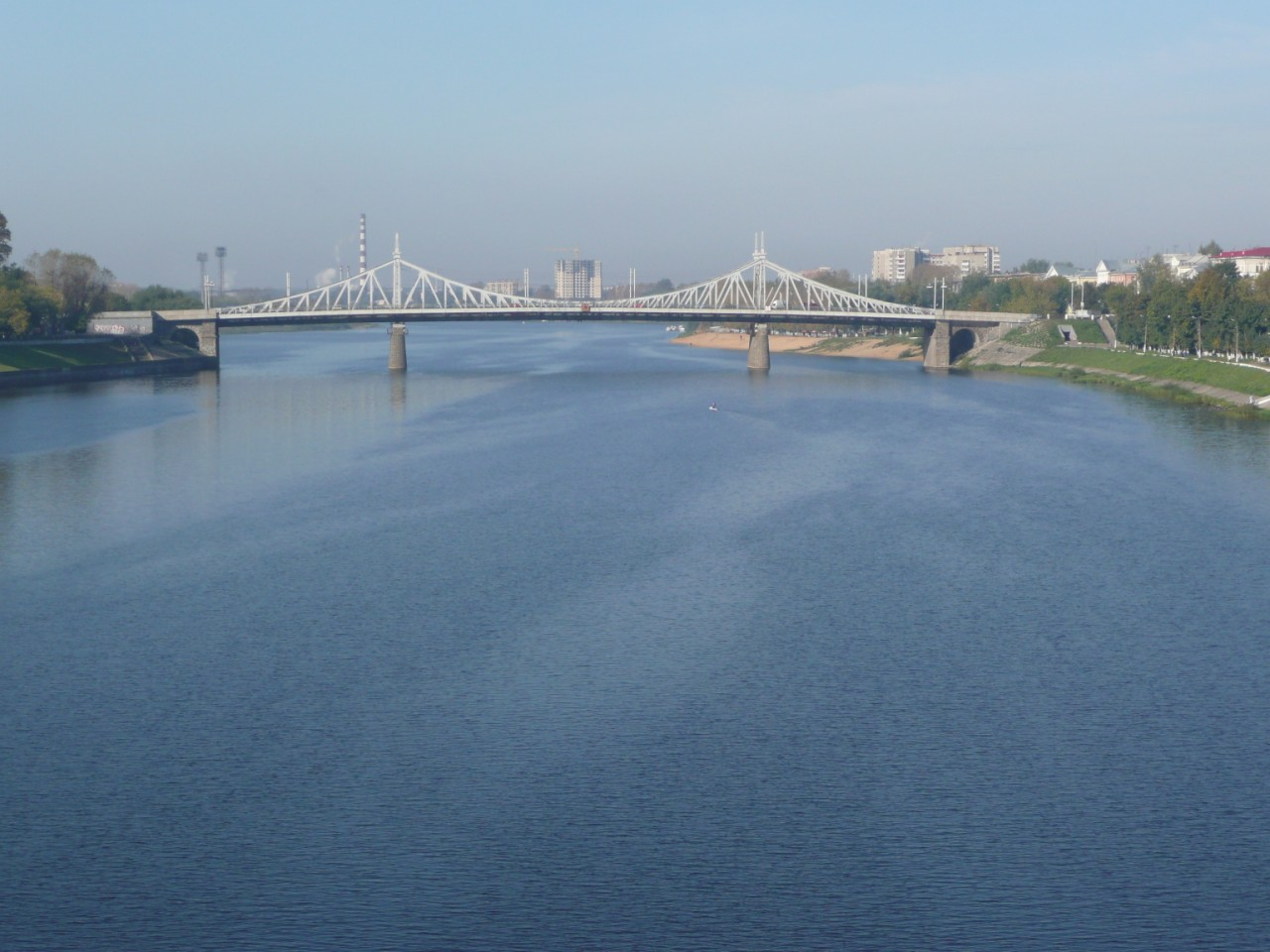
Wołga

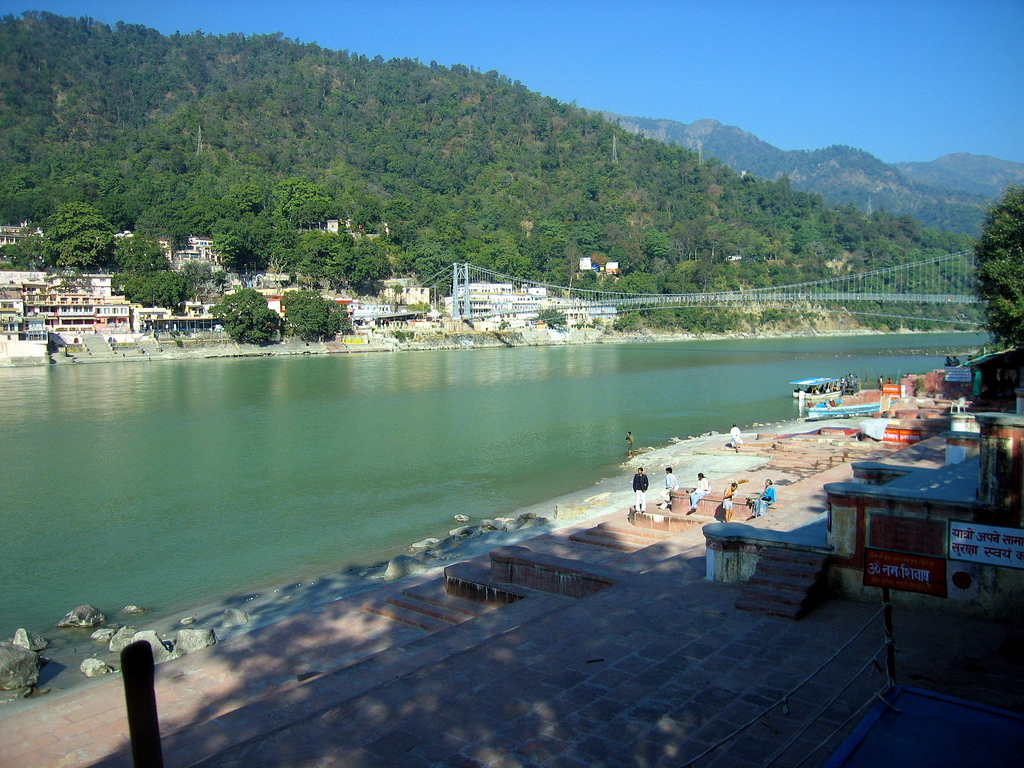
Ganges

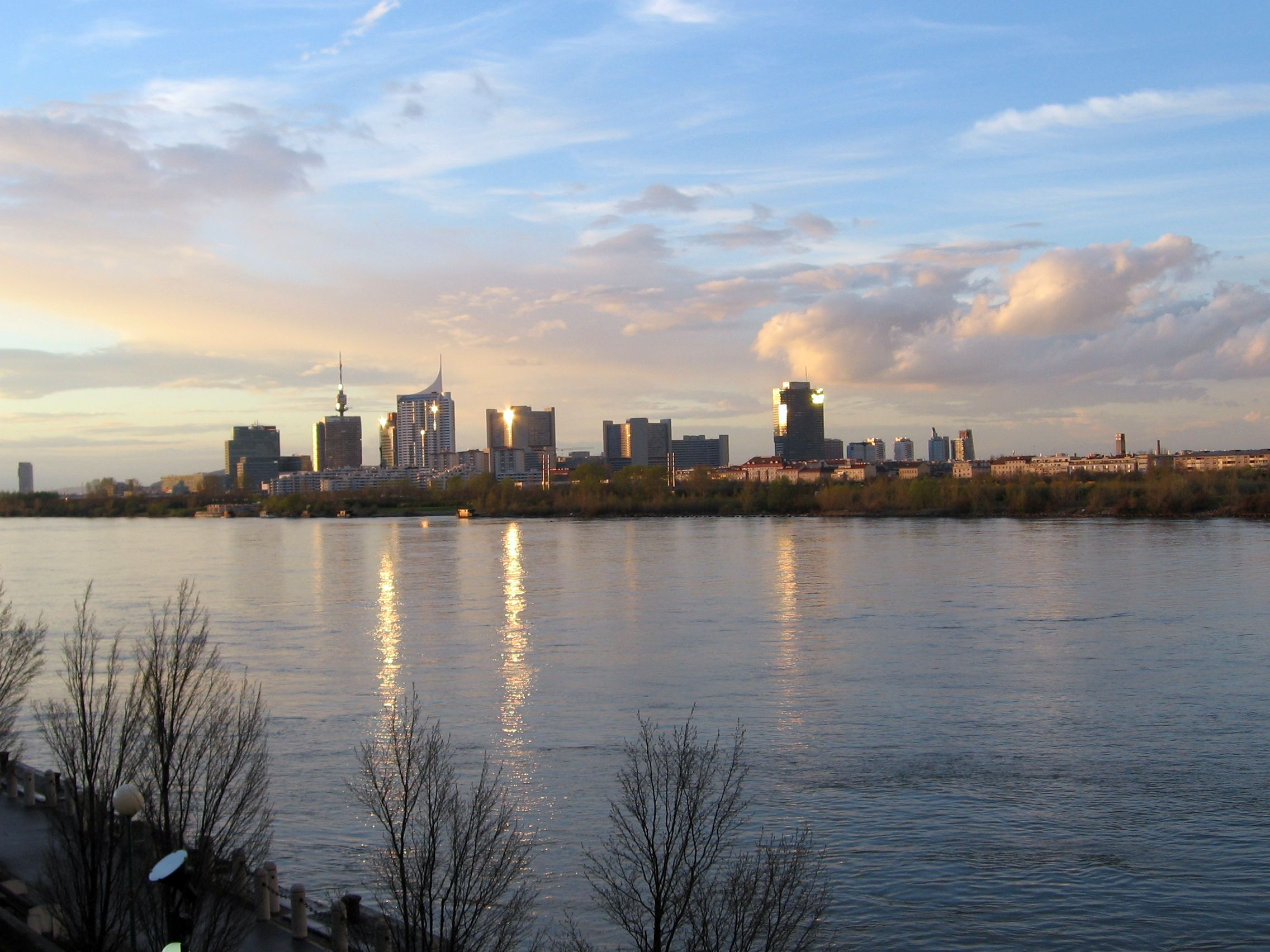
Dunaj

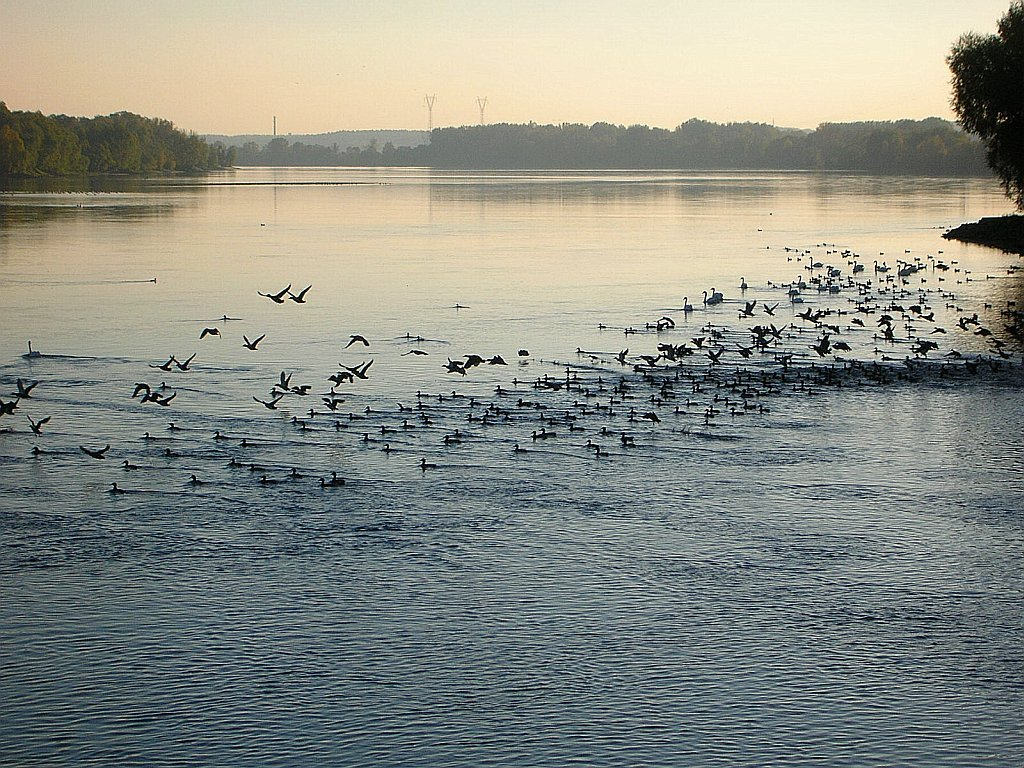
Wisła

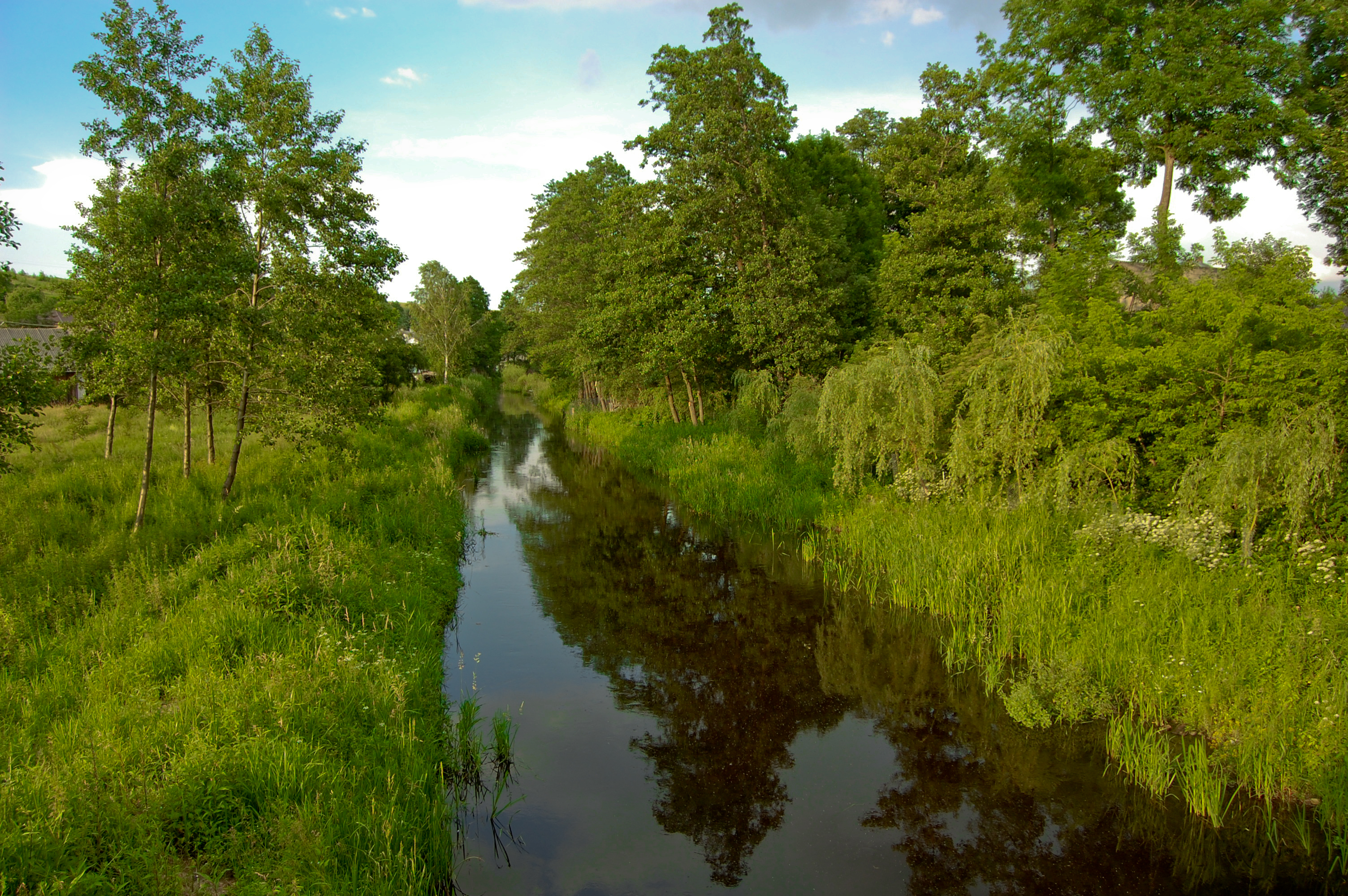
Wieprz

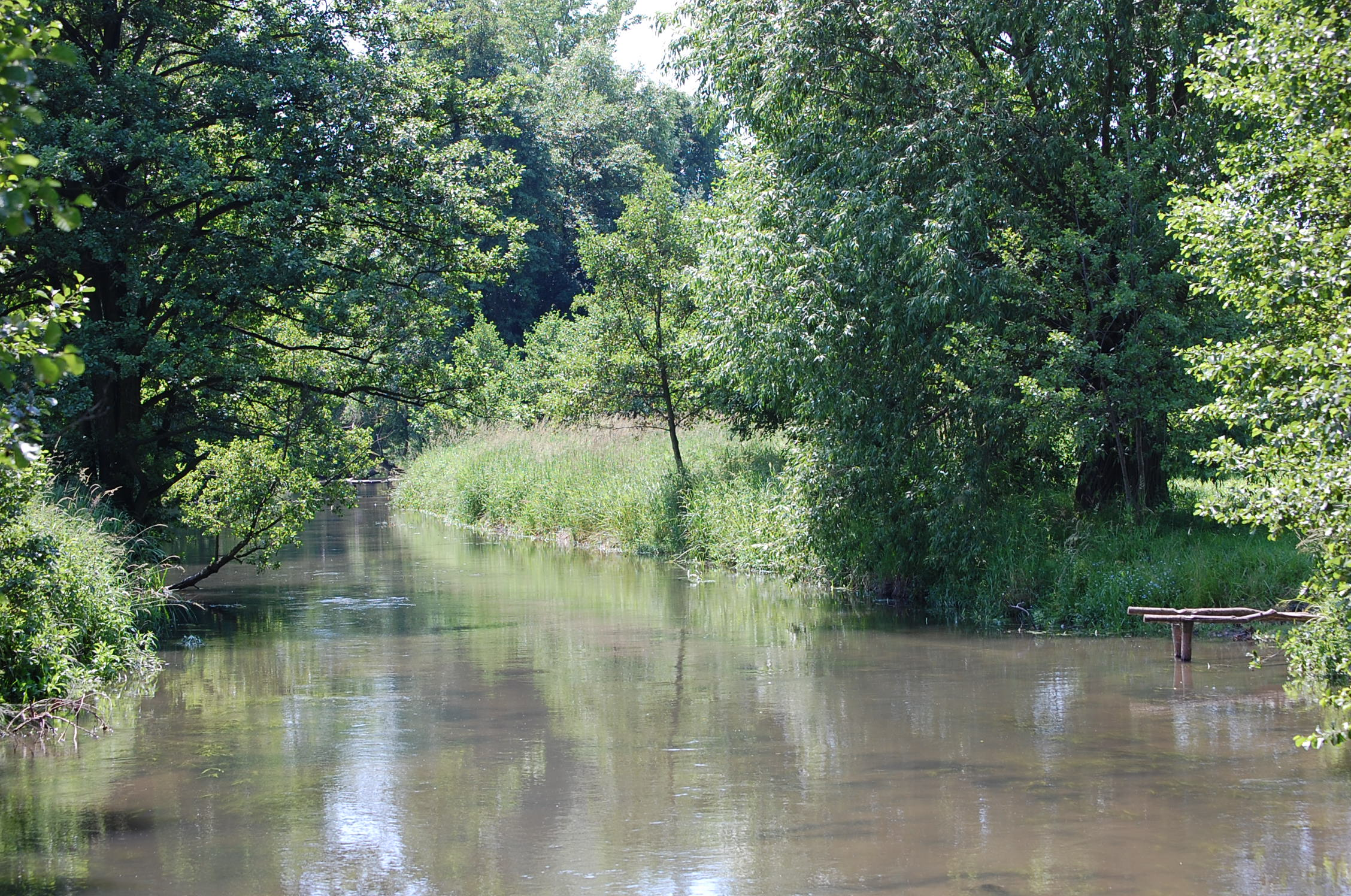
Bystrzyca

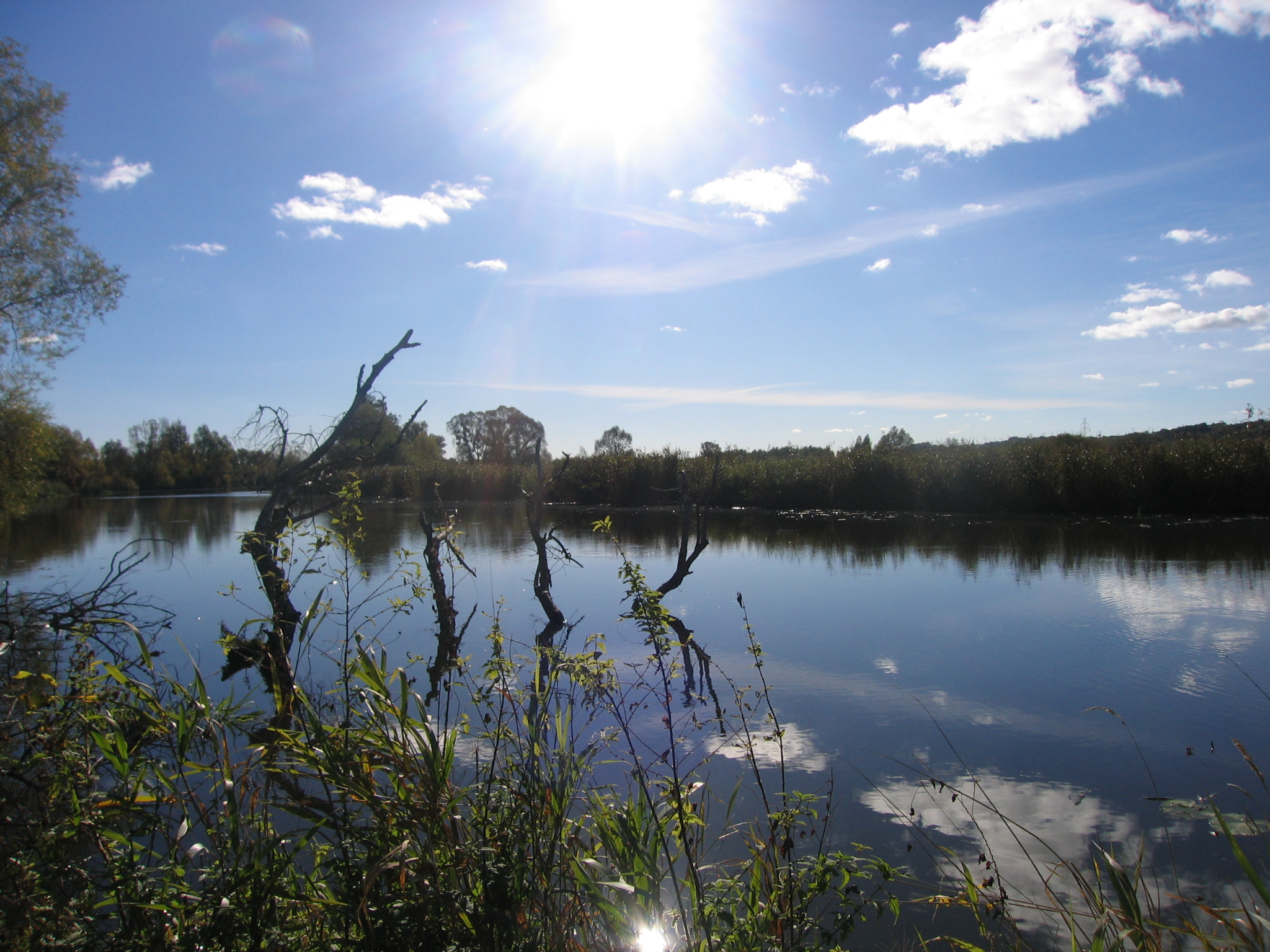
Łarpia

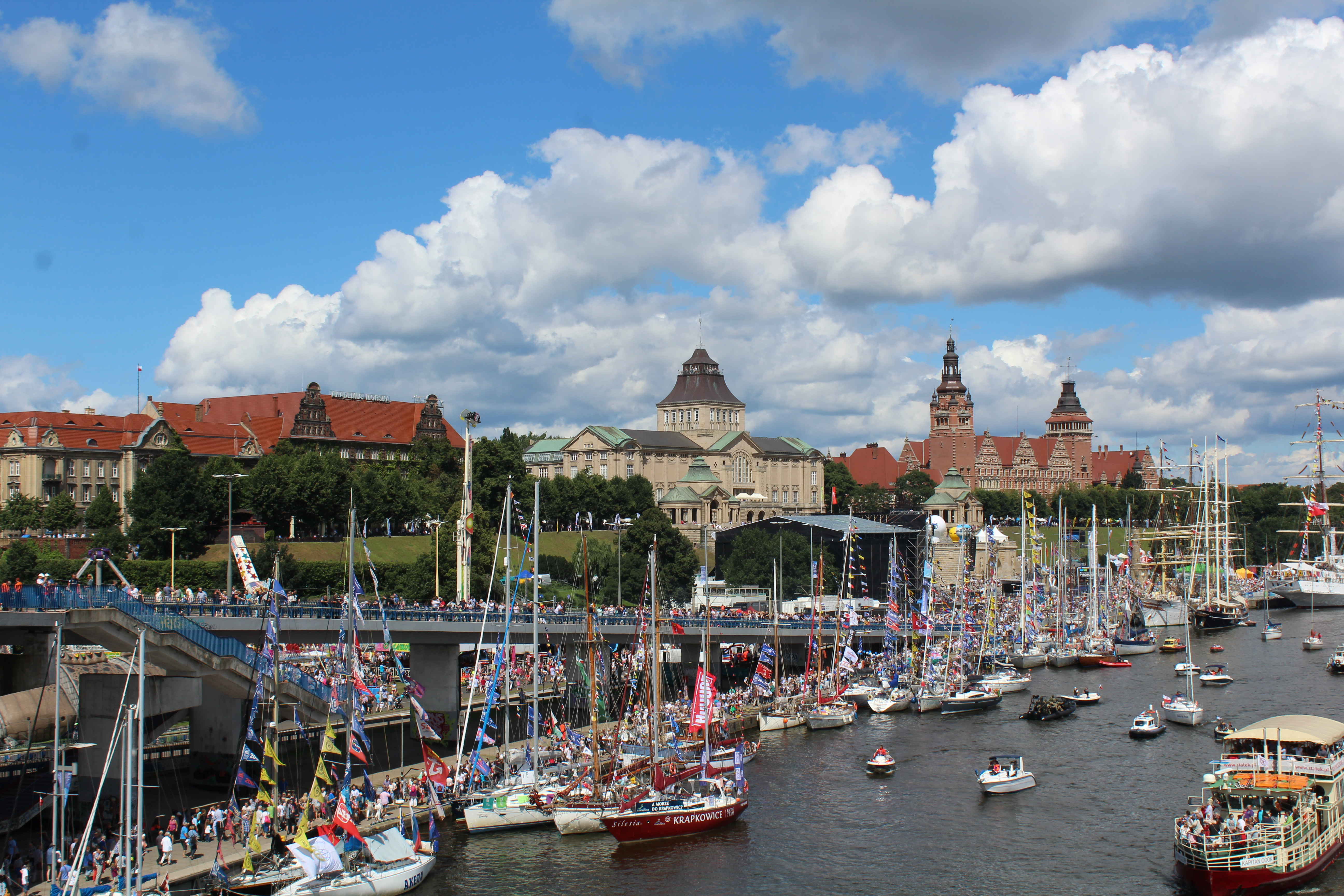
Odra

Rzeka – naturalny, powierzchniowy ciek płynący w wyżłobionym przez erozję rzeczną korycie, okresowo zalewający dolinę rzeczną. W Polsce przyjmuje się, że rzekę stanowi ciek o powierzchni dorzecza powyżej 100 km².

## Etymologia
Polski wyraz rzeka ma swoje odpowiedniki w innych językach słowiańskich (ros. река, bułg. река, serb.-chorw. река/reka itd.) wyrazy pokrewne występujące w innych językach indoeuropejskich, spokrewnione m.in. z ind. rïti, staroind. rayas, lac. rivus, franc. rivière, ang. river, morfemy rdzenne wymienionych wyrazów to kontynuanty języka praindoeuropejskiego rdzenia rei-, występującego obocznie z roi- (płynąć, ciec), etymologicznie łączą się z wyrazami roić się i zdrój.

## Klasyfikacja rzek

### Ze względu na długość i wielkość dorzecza
- rzeki małe (dł. 100–200 km, dorzecze 100-10 000 km²),
- rzeki średnie (dł. 200–500 km, dorzecze 10 000-100 000 km²),
- rzeki duże (dł. 500–2500 km, dorzecze 0,1–1 mln km²),
- rzeki wielkie (dł. powyżej 2500 km, dorzecze ponad 1 mln km²).

### Ze względu na ciągłość zasilania
- stałe – prowadzące wodę przez cały rok, zasilane wodami podziemnymi i wodami ze spływu powierzchniowego, pochodzącego z deszczów i roztopów;
- okresowe – prowadzące wodę okresowo (regularnie) w porze wilgotnej i są zasilane przede wszystkim spływem powierzchniowym; związane z obszarami, gdzie występują pory roku sucha i deszczowa;
- sporadycznie wysychające – zasilane podobnie jak rzeki stałe wodami podziemnymi i spływem powierzchniowym. Zanikają sporadycznie w czasie długotrwałej suszy;
- efemeryczne – inaczej nazywane epizodyczne, prowadzące wodę rzadko i nieregularnie; występujące głównie na obszarach suchych, gdzie opady są niewielkie, a woda w korycie płynie rzadko i bardzo krótko. Zobacz: ued.

### Inne
Podziału rzek można dokonać na podstawie dominujących gatunków ryb, które ze względu na swe specyficzne wymagania w stosunku do środowiska zasiedlają określone odcinki rzek. Podział ten obowiązuje tylko dla rzek europejskich. Wyróżnia się 5 krain:
- krainę pstrąga, gdzie gatunkiem wiodącym jest pstrąg potokowy Salmo trutta. Charakteryzuje się stale nasyconą tlenem wodą, znaczną prędkością prądu, dnem pokrytym odłamami skał, dużymi kamieniami i grubym żwirem. Temperatura latem rzadko przekracza tu +10 °C.
- krainę lipienia z lipieniem jako gatunkiem charakterystycznym. Prędkość prądu nie jest już tu taka duża, a rzeka staje się szersza. Temperatura latem rzadko przekracza +15 °C, woda jest nasycona tlenem, a dno kamienisto-żwirowe.
- krainę brzany z charakterystycznym gatunkiem brzany. Jest to zazwyczaj środkowy bieg dużych rzek o szybko płynącym nurcie. Temperatura wody latem przekracza czasami +15 °C. Pojawiają się lekkie niedobory tlenu.
- krainę leszcza, która odpowiada dolnemu biegowi rzeki, o szerokim korycie i powolnym nurcie. Dno jest piaszczyste, lokalnie gromadzą się pokłady mułu. Latem temperatura wody może przekraczać +20 °C. Przy powierzchni woda jest nasycona tlenem, lecz w pobliżu dna często dochodzi do deficytów tlenu. Gatunkami towarzyszącymi są: płoć, karp, lin, sandacz, szczupak i węgorz.
- krainę jazgarza, gdzie typowe są wahania poziomu wody na skutek pływów. Woda jest już słonawa; na dnie odkładają się pokłady mułu.

Rzekę w przekroju dzieli się na:
- właściwą toń wodną („wodę płynącą”),
- łożysko (bental),
- środowisko wody płynącej w przestworach podłoża (hyporeal).

Wszystkie te strefy pozostają w ścisłych związkach. Z biegiem rzeki zmienia się charakterystyka koryta rzecznego, prędkość prądu. Zmienia się również struktura biocenozy. Powstaje poziomy podział cieku wzdłuż jego biegu.

## Budowa rzeki
Początek rzeki może mieć formę źródła lub obszaru źródliskowego, choć nierzadko zdarza się, że rzeka powstaje z połączenia kilku mniejszych potoków lub wypływa z jeziora, lodowca lub bagna. Zasilana jest wodami z opadów atmosferycznych, a także przez wody podziemne. Rzeka stała uchodzi do innej rzeki, jeziora, morza lub wysycha przed ujściem do morza. Bardzo wyjątkową, godną odnotowania rzeką jest Onyx – morze jest jej źródłem, a nie celem. Rzeki uchodzące do zbiornika wodnego nazywa się rzekami głównymi, pozostałe to ich dopływy. Rzeka główna wraz z dopływami tworzy system rzeczny.
Bieg rzeki dzieli się zazwyczaj na trzy odcinki: górny, środkowy i dolny, które wyróżnia odmienny udział erozji i akumulacji. Ujście rzeki może mieć charakter lejkowaty (estuarium) bądź delty.
Reżim rzeki (ustrój rzeki) określa przebieg zjawisk hydrologicznych na rzece: zmiany stanów wody (wezbrania, niżówki), zjawiska lodowe itp.
Płynąca woda w rzece powoduje ciągłe jej mieszanie i napowietrzanie. W rzece nie występują uwarstwienia wody, które charakterystyczne są dla jezior.
Obrzeża rzek i starorzeczy zasiedlają wielogatunkowe zbiorowiska roślin wodnych.

### Pojęcia charakterystyczne dla rzeki
- linia nurtu – linia ciągła łącząca miejsca najgłębsze (największa prędkość wody) w cieku.
- długość rzeki – (kilometrowanie rzeki) – określa się wzdłuż linii nurtu rozpoczynając od ujścia (km 0) w górę rzeki aż do źródeł. Wyjątek stanowią duże rzeki żeglowne. Kilometrowanie tych rzek rozpoczyna się od początku żeglowności rzeki (km 0) i prowadzi się je w dwu kierunkach: do ujścia rzeki i do źródeł. W Polsce w ten sposób kilometruje się tylko dwie rzeki: Wisłę i Odrę.
- rozwinięcie rzeki – jest to stosunek długości rzeki do linii prostej łączącej źródło z ujściem. Rozwinięcie jest małe, gdy rzeka prawie prostolinijną drogą zmierza do ujścia.
- krętość rzeki – jest to stosunek długości rzeki do długości jej doliny. Rzeki prostolinijne mają małą krętość, rzeki meandrujące dużą.
- koryto – jest to najniższa część dna doliny wyżłobiona przez rzekę, którą płynie woda przez większą część roku. Wyróżnia się również koryto tzw. małej wody, jest to ta część koryta, którą woda płynie stale.
- taras zalewowy – jest to część doliny zalewana podczas wysokich stanów wód.
- łożysko rzeki – jest to koryto łącznie z tarasami zalewowymi.
- brzeg rzeki – prawy brzeg znajduje się po prawej stronie obserwatora zwróconego twarzą w dół biegu rzeki, lewy analogicznie. Posuwając się w górę biegu rzeki, prawy brzeg mamy po swojej lewej stronie, a lewy brzeg po prawej

Badaniem rzek zajmuje się dział hydrologii – potamologia.
Badanie jakości wód w rzekach odbywa się w układzie trzystopniowym i obejmuje: sieć krajową, sieci regionalne oraz sieci lokalne. Sieć krajową rzek obejmuje: sieć reperową, sieć podstawową oraz sieć graniczną.
Z siecią rzek związane są zbiorniki zaporowe zabezpieczające przed powodzią, ułatwiające żeglugę, dostarczające energię elektryczną oraz zabezpieczające ludność w wodę pitną.
Stan wody w rzece jest to wzniesienie zwierciadła wody w danym profilu ponad przyjęty umownie poziom odniesienia. Obserwacje prowadzi się na wodowskazach, dlatego poziom odniesienia jest poziomem zerowym podziałki na wodowskazie tzw. zero wodowskazu.
stany rzeczne
- WW – wysoka woda – najwyższy stan,
- SW – średnia woda – średni stan
- NW – niska woda – najniższy stan

stany ekstremalne
- WWW – wysoka wielka woda
- NNW – najniższa niska woda

Krzywa stanów wody obrazuje wahania stanów wód w zależności od czasu w określonym profilu.
Okresowe stany wód (rok, półrocze, okres żeglugi).
Stan wody w rzece informuje o napełnieniu koryta w danym profilu, lecz nie informuje o natężeniu przepływu, a tym samym o dopływie rzecznym. Napełnienie koryta rzeki zależy od natężenia przepływu.
Naturalną regulacja rzek nazywa się regulację, której cel osiąga się przez mało różniące się od naturalnego ukształtowania koryta i tarasów zalewowych. W celu stworzenia nowej „naturalnej” rzeki o parametrach dostosowanych do potrzeb gospodarczych (rolnictwo, ujęcia wody, dopływy, mosty, ochrona brzegów, rekreacja).
Rzekę przystosowaną do żeglugi za pomocą stopni wodnych nazywa się rzeką skanalizowaną.

## Rzeki świata

### Najdłuższe rzeki świata
| Lp. | Rzeka                               | Długość [km] | Pow. dorzecza [tys. km²] | Średni przepływ u ujścia [tys m³/s] | Maks. przepływ u ujścia [tys m³/s] | Spływ osadów [mln t/rok] |
| --- | ----------------------------------- | ------------ | ------------------------ | ----------------------------------- | ---------------------------------- | ------------------------ |
| 1.  | Amazonka (z Ukajali)                | 7025         | 7180                     | 120,0                               | 360,0                              | 498,0                    |
| 2.  | Nil (z Kagerą)                      | 6671         | 2881                     | 2,3                                 | 6,4                                | 110,5                    |
| 3.  | Jangcy                              | 6300         | 1818                     | 34,0                                | 90,2                               | 500,0                    |
| 4.  | Missisipi z Missouri                | 5969         | 3229                     | 19,0                                | 59,0                               | 500,0                    |
| 5.  | Huang He                            | 5464         | 752                      | 1,5                                 | 22,0                               | 380,0                    |
| 6.  | Ob (z Irtyszem)                     | 5410         | 2990                     | 12,7                                | 43,0                               | 15,0                     |
| 7.  | Parana (od źródeł Paranaiby)        | 4380         | 2970                     | 15,0                                | 65,0                               | 129,0                    |
| 8.  | Mekong                              | 4500         | 810                      | 12,0                                | 30,0                               | 169,6                    |
| 9.  | Amur (od źródeł Argunia)            | 4440         | 1855                     | 10,9                                | 40,0                               | 24,9                     |
| 10. | Lena                                | 4400         | 2490                     | 17,0                                | 200,0                              | 15,4                     |
| 11. | Kongo (z Lualabą)                   | 4320         | 3691                     | 40,0                                | 75,0                               | 64,7                     |
| 12. | Mackenzie (od źródeł Peace)         | 4240         | 1760                     | 14,0                                |                                    | 15,0                     |
| 13. | Niger                               | 4160         | 2092                     | 12,0                                | 35,0                               | 67,0                     |
| 14. | Jenisej (od źródeł Małego Jeniseju) | 4102         | 2580                     | 19,8                                | 154,0                              | 13,2                     |
| 15. | Wołga                               | 3530         | 1360                     | 7,7                                 | 52,0                               | 25,8                     |
| 16. | Indus                               | 3180         | 960                      | 3,8                                 | 30,0                               | 435,4                    |
| 17. | Jukon                               | 3180         | 900                      | 6,3                                 |                                    | 88,0                     |
| 18. | Dunaj                               | 2888         | 817                      | 6,4                                 | 20,0                               | 67,5                     |
| 19. | Orinoko                             | 2730         | 994                      | 29,0                                | 55,0                               | 86,5                     |
| 20. | Ganges (z Brahmaputrą)              | 2700         | 2055                     | 38,0                                |                                    | 2177,2                   |
| 21. | Zambezi                             | 2660         | 1330                     | 16,0                                |                                    | 100,0                    |
| 22. | Murray                              | 2574         | 1072                     | 0,5                                 |                                    | 31,9                     |

### Wedługzlewisksystemów oceanicznych
(w nawiasach podano większe dopływy)
- Ocean Atlantycki: Mackenzie (Liard), Churchill (Beaver), Nelson (Saskatchewan), Churchill, Rzeka Świętego Wawrzyńca, Hudson, Missisipi (Missouri, Arkansas, Canadian River, Red River, Ohio, Tennessee), Colorado, Rio Grande (Rio Bravo del Norte) (Pecos), Magdalena, Orinoko, Amazonka (Xingu, Tapajós, Madeira, Juruá, Ucayali, Marañón, Putumayo, Japurá, Rio Negro), Tocantins (Araguaia), Sao Francisco, Urugwaj, Parana (Paragwaj, Salado), Oranje (Vaal), Kuanza, Kongo (Kasai, Uele), Niger (Benue), Gambia, Wolta, Senegal, Nil (Nil Biały, Nil Błękitny), Don, Dniepr (Prypeć), Dniestr, Dunaj (Inn, Wag, Drawa, Sawa, Cisa, Marusza, Morawa, Aluta, Seret), Marica, Pad (Adyga), Tyber, Arno, Rodan (Durance, Isère, Saona), Ebro, Gwadalkiwir, Gwadiana, Tag, Duero, Garonna (Dordogne, Tarn), Loara, Sekwana (Oise, Marna), Tamiza, Severn, Skalda, Moza, Ren (Mozela, Men, Neckar, Aare), Ems, Wezera, Łaba (Soława, Hawela, Wełtawa), Odra (Warta), Wisła (Bug, Narew), Niemen, Dźwina, Newa, Kemi, Torne, Lule, Göta, Glomma, Dwina, Ob (Irtysz, Toboł), Jenisej (Angara, Dolna Tunguzka), Lena, Indygirka
- Ocean Indyjski: Limpopo, Zambezi, Tygrys, Eufrat, Indus, Narbada, Kriszna, Godawari, Mahanedi, Ganges (Jamuna, Ghaghra), Brahmaputra, Irawadi, Murray (Darling, Murrumbidgee)

- Ocean Spokojny: Mekong, Rzeka Czerwona, Jangcy, Huang He, Amur (Sungari, Ussuri), Jukon, Fraser, Kolumbia (Snake), Kolorado, Río Grande de Santiago, Balsas

- obszary bezodpływowe:
  - Morze Kaspijskie: Wołga, Ural, Kura (rzeka) (Araks)
  - Jezioro Aralskie: Syr-daria, Amu-daria
  - Morze Martwe: Jordan
  - inne: Helmand, Tarym, Okawango